# Jenny Arean
 (janvier 2019).
Si vous disposez d'ouvrages ou d'articles de référence ou si vous connaissez des sites web de qualité traitant du thème abordé ici, merci de compléter l'article en donnant les références utiles à sa vérifiabilité et en les liant à la section « Notes et références ».
Jenny Arean, née  Joanna Jenneke Josepha Klarenbeek le 4 octobre 1942 à Lisse, est une actrice et chanteuse néerlandaise.

## Cinéma et téléfilms
- 1964 : Brigadoon (nl) : Fiona MacKeith
- 1964 : Vadertje Langbeen (nl) : Jerusha Abbott
- 1965 : Jij en ikke : Sjaan de Bruyn
- 1972 : Het meisje met de blauwe hoed (nl) : Betsy
- 1973 : En nu naar bed (nl) : Barbara Brink
- 1975 : Katie Tippel (Keetje Tippel) : La femme de blanchisserie chantante
- 1985 : Paul Chevrolet en de ultieme hallucinatie (nl) : Paul Chevrolet en de ultieme hallucinatie
- 1989 : Beppie (nl) : Beppie
- 1989 : Max & Laura & Henk & Willie : La présidente du comité d'art
- 1990 : In de Vlaamsche pot (nl) : Elze
- 1992 : Ha, die Pa! (nl) : Ann
- 1998 : Heerlijk duurt het langst (nl) : Marjan
- 2006-2015 : 't Schaep met de 5 pooten (nl) : Riek Balk
- 2013 : Finn (nl) : Mme Eising
- 2015 : Sinterklaasjournaal (nl) : Alie Klaassen
- 2015 : Hallo bungalow (nl) : Dokie
- 2018 : Just Friends (Gewoon Vrienden) : Ans

## Théâtre

### Pièces et comédies musicales
- 1965-1966 : Hooikoorts
- 1966 : Anatevka
- 1971 : En nu naar bed (nl)
- 1983 : En God Zag Dat Het Goed Was
- 1995-1996 : Tip Top
- 1998 : Heerlijk duurt het langst (nl)
- 1999 : Chicago
- 2001 : Foxtrot
- 2002 : Klarenbeek en Verbrugge
- 2004 : Telkens weer het dorp
- 2005 : De Jantjes
- 2007 : Het Verschil (nl)
- 2009 : New Grounds
- 2009 : Jenny Arean en Louis van Dijk
- 2011-2012 : Vroeger of Later
- 2012-2013 : Annie
- 2014 : Golden Pond